# Cmentarz ewangelicki (tzw. nowy) w Toruniu
Cmentarz ewangelicki (tzw. nowy) w Toruniu – nieczynny cmentarz wyznania ewangelicko-unijnego w Toruniu, obecnie należący do Skarbu Państwa, znajdujący się przy ul. Poznańskiej 313 na Podgórzu. Jest to największy nieczynny cmentarz w lewobrzeżnym Toruniu.

## Historia
Nie jest znana dokładna data założenia cmentarza. Zakłada się, że powstał w latach 1898–1902, ale według innej hipotezy mógł istnieć od 1868 roku. Służył on wiernym kościoła ewangelicko-unijnego zamieszkałym w obecnej lewobrzeżnej części Torunia, w dzielnicach Podgórz i Glinki. Na początku 1945 roku pochowano na cmentarzu część ofiar eksplozji wagonów kolejowych na Podgórzu oraz kilku żołnierzy niemieckich poległych w walce z Armią Czerwoną.
Po 1945 roku cmentarz stał się nieczynny. Od lat 50. XX wieku popadł on w zapomnienie. W 1966 roku w Ilustrowanym Kurierze Polskim informowano o zamiarach planu likwidacji cmentarza (wraz z tzw. starym cmentarzem ewangelickim położonym przy ulicy Poznańskiej 114). W latach 1985–1994 uległ częściowej likwidacji. W 1985 roku doliczono się 141 nagrobków, a w 1994 roku 52.
Od 2013 roku cmentarz sukcesywnie jest porządkowany, m.in. przez toruńskie stowarzyszenia „Nasz Podgórz” oraz „Lapidaria. Zapomniane cmentarze Pomorza i Kujaw”. W listopadzie 2015 roku ruszyły kolejne prace porządkowe. Na początku 2016 roku Wydział Środowiska i Zieleni Urzędu Miasta w Toruniu zlecił wycinkę krzaków.
Do 2015 na cmentarzu zachowało ok. 200 nagrobków.